# 四月ジャズ祭
四月ジャズ祭（しがつジャズさい、April Jazz）はフィンランドのエスポー市のタピオラで毎年4月末に行われるジャズの演奏会。1987年より開始。